# Banjul

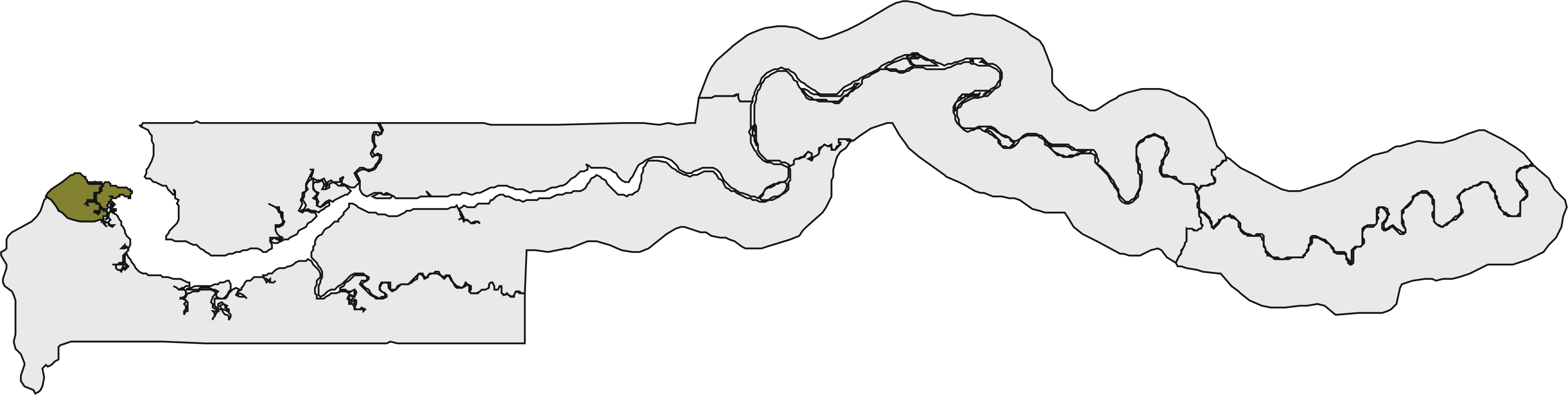
Banjul.

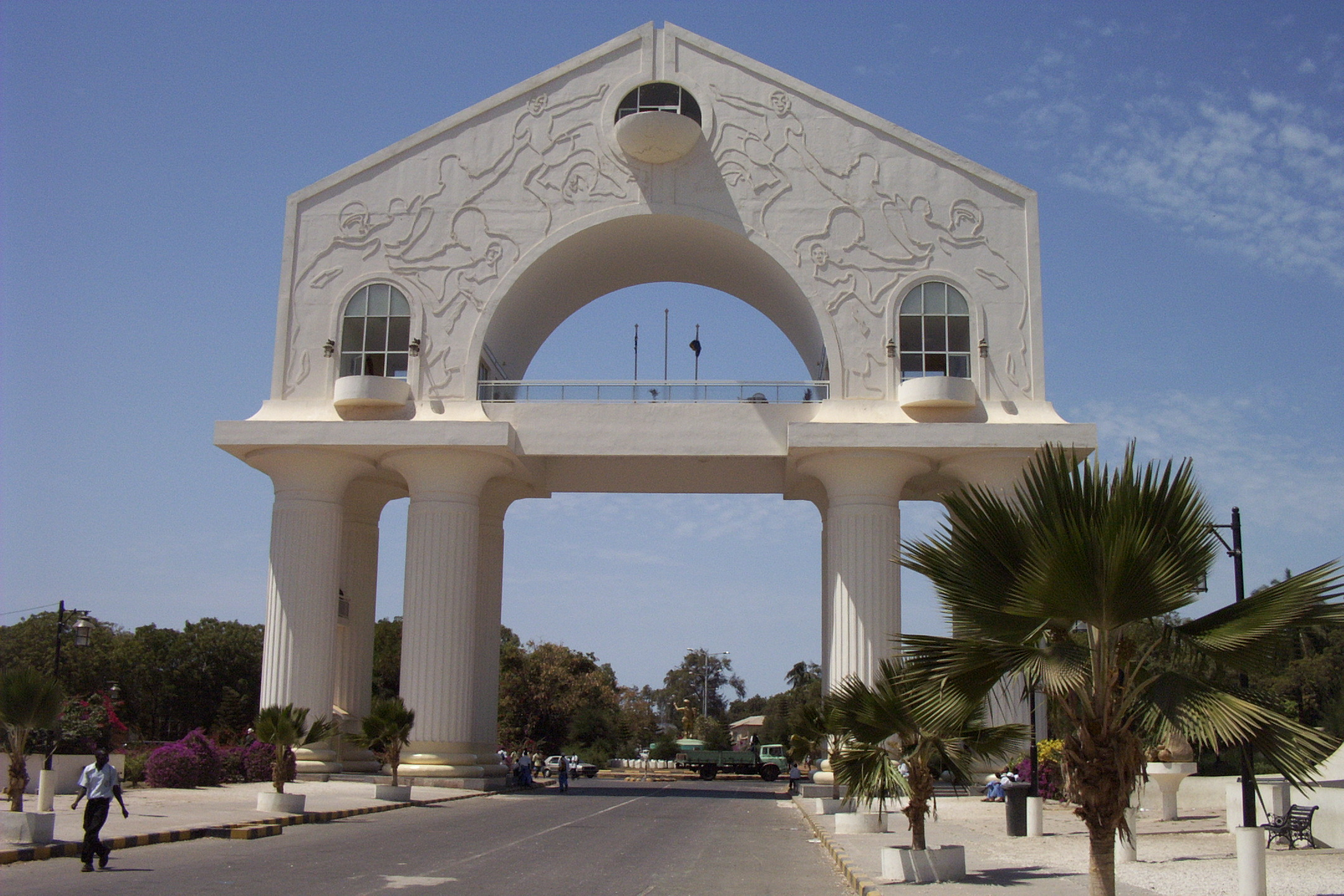
Arch 22.

Banjul é a capital da Gâmbia, com uma população de 34.828 habitantes (2003). Fica na Ilha de St. Mary (ou Ilha de Banjul), onde o Rio Gâmbia desagua no Oceano Atlântico. As suas coordenadas são 13° 28' Norte, 16° 36' Oeste (13.4667, -16.60).
Banjul foi fundada em 1816 pelos britânicos como um entreposto comercial e base para o combate ao tráfico de escravos. Inicialmente tinha o nome de Bathurst, em homenagem a Henry Bathurst, secretário do British Colonial Office, tendo o nome sido mudado em 1973.
O Arco 22 (Arch 22), construído como um portal à entrada da cidade, comemora o golpe de estado de 22 de Julho de 1994. Tem 35 metros de altura e está situado no centro de uma praça. Alberga um museu têxtil.
Pontos importantes da cidade incluem o Museu Nacional da Gâmbia (Gambian National Museum), o Albert Market, a Banjul State House, a Banjul Court House, duas catedrais e várias mesquitas importantes.
Banjul é a principal área urbana da Gâmbia e o centro económico e administrativo do país. O processamento de amendoins é a principal indústria, sendo também exportados através do porto de Banjul cera de abelha, madeira de palma, óleo de palma e peles de animais.

## Geografia

### Clima
| Dados climatológicos para Banjul                                         | Dados climatológicos para Banjul | Dados climatológicos para Banjul | Dados climatológicos para Banjul | Dados climatológicos para Banjul | Dados climatológicos para Banjul | Dados climatológicos para Banjul | Dados climatológicos para Banjul | Dados climatológicos para Banjul | Dados climatológicos para Banjul | Dados climatológicos para Banjul | Dados climatológicos para Banjul | Dados climatológicos para Banjul | Dados climatológicos para Banjul |
| Mês                                                                      | Jan                              | Fev                              | Mar                              | Abr                              | Mai                              | Jun                              | Jul                              | Ago                              | Set                              | Out                              | Nov                              | Dez                              | Ano                              |
| ------------------------------------------------------------------------ | -------------------------------- | -------------------------------- | -------------------------------- | -------------------------------- | -------------------------------- | -------------------------------- | -------------------------------- | -------------------------------- | -------------------------------- | -------------------------------- | -------------------------------- | -------------------------------- | -------------------------------- |
| Temperatura máxima recorde (°C)                                          | 37,2                             | 38,9                             | 40,6                             | 41,1                             | 41,1                             | 37,8                             | 33,9                             | 33,3                             | 34,4                             | 37,2                             | 35,6                             | 35,6                             | 41,1                             |
| Temperatura máxima média (°C)                                            | 31,7                             | 33,5                             | 33,9                             | 33,0                             | 31,9                             | 31,9                             | 30,8                             | 30,2                             | 31,0                             | 31,8                             | 32,7                             | 31,9                             | 32,0                             |
| Temperatura mínima média (°C)                                            | 15,7                             | 16,6                             | 17,9                             | 18,8                             | 20,3                             | 22,9                             | 23,6                             | 23,3                             | 22,6                             | 22,2                             | 18,8                             | 16,2                             | 19,9                             |
| Temperatura mínima recorde (°C)                                          | 7,2                              | 10,0                             | 11,7                             | 12,2                             | 13,9                             | 18,3                             | 20,0                             | 20,0                             | 17,2                             | 16,1                             | 12,2                             | 8,9                              | 7,2                              |
| Chuva (mm)                                                               | 0,5                              | 0,0                              | 0,0                              | 0,0                              | 1,3                              | 62,7                             | 232,4                            | 346,8                            | 255,1                            | 75,8                             | 1,6                              | 0,7                              | 976,9                            |
| Dias com chuva                                                           | 0                                | 0                                | 0                                | 0                                | 0                                | 5                                | 14                               | 19                               | 16                               | 6                                | 0                                | 0                                | 60                               |
| Umidade relativa (%)                                                     | 47                               | 47                               | 50                               | 58                               | 67                               | 73                               | 81                               | 85                               | 84                               | 80                               | 69                               | 55                               | 67                               |
| Insolação (h)                                                            | 207,7                            | 237,3                            | 266,6                            | 252,0                            | 229,4                            | 201,0                            | 182,9                            | 189,1                            | 183,0                            | 217,0                            | 246,0                            | 210,8                            | 2 622,8                          |
| Fonte: Organização Meteorológica Mundial                                 |                                  |                                  |                                  |                                  |                                  |                                  |                                  |                                  |                                  |                                  |                                  |                                  |                                  |
| Fonte 2: Deutscher Wetterdienst (extremos, umidade e dados de ensolação) |                                  |                                  |                                  |                                  |                                  |                                  |                                  |                                  |                                  |                                  |                                  |                                  |                                  |

## Transportes
A cidade é servida pelo Aeroporto Internacional de Banjul  (Banjul International Airport), e tem ligação por ferryboat a Barra.

## Cidades-irmãs
- Ostend, Bélgica
- Newark, Estados Unidos
- Taipei, Taiwan
- Grimsby, Reino Unido